# Allajulus infossus
Allajulus infossus är en mångfotingart som först beskrevs av Karl Wilhelm Verhoeff 1930.  Allajulus infossus ingår i släktet Allajulus och familjen kejsardubbelfotingar. Inga underarter finns listade i Catalogue of Life.